# Чильян
Чильян (ісп. Chillán) — місто в чилійському регіоні Ньюбле, за 400 км на південь від Сантьяго, біля географічного центру країни. Місто є столицею регіону Ньюбле і провінції Дигильїн і має населення близько 175 тис. мешканців (з передмістями). В межах міста є залізничний вокзал, міжміський автовокзал, сільськогосподарська частина Університету Консепсьйона і військова база. Місто має сучасну архітектуру, тут є великий торговий центр і великий відкритий ринок, де продаються фрукти, овочі, вироби мистецтва і одяг. У сусідніх горах знаходяться популярні лижні курорти.
| Чилі | Це незавершена стаття з географії Чилі. Ви можете допомогти проєкту, виправивши або дописавши її. |